# Императорский фарфоровый завод
Импера́торский фарфо́ровый заво́д — одно из старейших в Европе, первое и одно из крупнейших в России предприятий по производству художественных фарфоровых изделий. Расположен в Санкт-Петербурге, основан в 1744 году.

## Названия
Первоначально именовался «Невской порцелиновой мануфактурой», с 1765 — Императорский фарфоровый завод, с 1917 — Государственный фарфоровый завод (ГФЗ — аббревиатура клейма). С 1924 года — Ленинградский фарфоровый завод. В 1925 году заводу в связи с 200-летием Российской академии наук было присвоено имя М. В. Ломоносова; предприятие получило официальное наименование — Ленинградский фарфоровый завод имени М. В. Ломоносова, наряду с которым имела употребление краткая форма — Ломоносовский фарфоровый завод (ЛФЗ — аббревиатура клейма истолковывалась и как Ленинградский фарфоровый завод) — до 2005 года.

## История

### XVIII век
В XVIII веке в России отмечался растущий интерес к фарфору. Императрица Елизавета Петровна страстно хотела иметь собственный фарфор. В 1744 году русский посланник при датском дворе барон Н. А. фон Корф, находившийся тогда в Стокгольме, по поручению императрицы заключил договор с Кристофом (Христофором) Конрадом Гунгером (Хунгером) об учреждении в России порцелиновой мануфактуры. Ранее Гунгер работал вместе с Бёттгером в Майсене, в 1717 году участвовал в организации фарфоровой мануфактуры в Вене, в 1720 году — братьев Джузеппе и Франческо Вецци в Венеции. В 1727—1737 годах Гунгер снова работал в Майсене, известны расписанные им фарфоровые изделия. Однако в России судьба его не сложилась. Два года он безуспешно пытался получить фарфор, настроил против себя всех и вошёл в историю в качестве обманщика и шарлатана. Возможно, что причиной его неудач были особенности местных глин. В 1748 году всеми забытый Гунгер скончался в Петербурге.
В 1744 году Елизавета Петровна поручила управляющему Кабинетом барону И. А. Черкасову надзор за организацией порцелиновой мануфактуры, которую начали строить на берегу Невы в 10 км от Санкт-Петербурга. По инициативе Черкасова к Гунгеру приставили молодого помощника Дмитрия Ивановича Виноградова. Виноградов учился вместе с М. В. Ломоносовым в Москве, в Славяно-греко-латинской академии, с 1735 года — в Академии наук в Санкт-Петербурге, затем, в 1736—1741 гг., вместе с Ломоносовым — в Германии. Изучал минералогию во Фрайбурге. В отличие от Гунгера, который действовал по готовым рецептам, не подходившим к местным условиям, Виноградов подошёл к делу экспериментально: последовательно ставил опыты, сравнивал результаты и записывал их в специальный журнал. В конце 1746 года, использовав гжельские белые глины, олонецкий кварц и алебастр (природный гипс), при обжиге 600—900° С Виноградов смог получить удовлетворительный фарфор. Второй обжиг, после покрытия изделий глазурью, проводился при температуре около 1400° С. Основная трудность состояла в чистоте технологического процесса, предохранении белоснежной фарфоровой массы от продуктов горения (в этом и заключался главный «китайский секрет»). Шаг за шагом, совершенствуя технологию, Виноградов записывал результаты своих опытов в специальный журнал и зашифровывал (таковы были требования времени). Эти записи сохранились.
Глину подготавливали в подмосковной Гжели, затем в виде брусков доставляли в столицу. Мельницы для подготовки шихты (смеси компонентов) и печи для обжига Виноградов сконструировал сам. В дневниках мастера проскальзывают жалобы на трудности: «Десять лет бродил в лабиринте один, а той Ариадны нет…». Нужны были помощники. Был бы рядом старый друг Ломоносов! М. В. Ломоносов также разрабатывал рецепт фарфоровой массы, но с конца 1748 года увлёкся опытами получения цветных стекол. Судьба обоих ученых оказалась нелёгкой, Виноградова — трагичной. Поиск наилучшей технологии, естественно, сопровождался неудачами. За малейшую провинность из Петербурга от раздражённого Черкасова поступало приказание: мастера лишить жалованья, бить плетьми (для этого к Виноградову специально приставили гвардейца) и посадить на цепь! Трудно поверить, что с выдающимся ученым, лучшим выпускником петербургской Академии наук, образованным европейцем, своими трудами составившим славу России, обращались как с колодником.
Первым живописцем порцелиновой мануфактуры в Петербурге в 1749 году стал мастер финифтяного дела Иван Чёрный, с ним работали его сыновья и внуки. Чёрного, которому было более шестидесяти лет, тоже держали на цепи и били плетьми. Первые изделия производили в подражание металлической посуде. С 1752 года на мануфактуре стали делать фигурки из фарфора — «куклы». Для этого Черкасов привлёк австрийского резчика по дереву Й. Ф. Дункера Старшего, с 1738 года работавшего в России. Первый период в истории мануфактуры называют «виноградовским». Сохранилось девять изделий с маркой Виноградова (W), они уникальны по стилю, отражающему дух времени. Дмитрий Виноградов, не выдержав голода и нищеты, заболев от безысходности и пьянства, скончался в 1758 году в возрасте тридцати восьми лет.
В 1750—1751 годах было налажено производство первых табакерок и мелкой посуды. В 1751 году фарфоровая табакерка, произведённая на Императорском фарфоровом заводе, была поднесена императрице Елизавете Петровне. Табакерки стали первым видом продукции Императорского фарфорового завода, производившимися массово на продажу. Это было связано с тем, что крупные предметы получались менее удачными. Масштаб производства был таким, что для росписи табакерок привлекались ученики Императорской академии художеств. После кончины Виноградова и Черкасова в 1758 году весной 1759 года работы возобновил саксонский мастер И. Г. Миллер. Под его руководством фабрика была перенесена на новое место, на речку Славянку. В 1762 году фабрика была поручена надзору М. В. Ломоносова, но в том же году возвращена в управление А. В. Олсуфьева.
С марта 1764 года на фабрике стал работать француз Арну, затем Карловский. В 1776 году место Олсуфьева занял Г. Н. Теплов, а в 1773 году фабрика была отдана в распоряжение генерал-прокурора А. А. Вяземского, который улучшил хозяйственную часть и пригласил европейских мастеров.
В 1779 году на должность модельмейстера завода был приглашён французский специалист Жак-Доминик Рашет (в России приобрёл имя Яков Иванович Рашет). Проработав здесь четверть века, Я. И. Рашет внёс большой вклад в развитие художественного фарфорового производства. Сам он прославился знаменитой серией фигур «Народы Российского государства» (1780-е годы), которая имеет большую историко-этнографическую и художественную ценность. По моделям Рашета создан также «Арабесковый сервиз» (1784) и другие образцы русской фарфоровой промышленности (в частности 27-сантиметровый бюст Екатерины II). Арабесковый сервиз, заказанный лично Екатериной II, стал одним из первых парадных сервизов. Он представлял 973 предмета и стоил более 25000 рублей.
Во время правления Екатерины II производились предметы не более 40–50 сантиметров в высоту. Отчасти это связано с технологическими возможностями завода, отчасти — с тем, что мода производить большие кабинетные и дворцовые предметы сложилась на Севрской мануфактуре во время правления Наполеона I.
В 1792 году управление заводом перешло к князю Н. Б. Юсупову, при котором произошёл «наибольший подъём технического совершенства и художественной ценности Екатерининского фарфора». Непосредственный надзор за фабрикой Юсупов поручил Самуилу Самойловичу Фигнеру.
Во время правления Павла I были улучшены условия труда работников завода: в 1797 году была построена больница. В 1800 году была открыта булочная, так как служащие завода помимо заработной платы получали и хлеб. В конце царствования Павла I штат завода состоял из 202 работников. Завод выпускал продукцию как по заказу Придворной конторы, так и для сторонних заказчиков.
Во время правления Павла I завод ежегодно расходовал более 5000 пудов глуховской глины, причем все поставки осуществлял один и тот же помещик — Маркевич. Кварца тратилось более 2000 пудов, шпата — более 1300 пудов. Поставлялись они из Олонецкой губернии. К этому времени на заводе уже перестали производить табакерки, однако активно производились фарфоровые яйца, которые традиционно подносились государю на Пасху.

### XIX век
Изначально завод имел статус Императорской фарфоровой мануфактуры и располагался на Шлиссельбургском тракте, близ берега Невы, в 10 верстах от Петербурга. При нём действовала Преображенская церковь 1730-х годов постройки, а рядом образовалось кладбище Фарфорового завода. В XX веке весь участок вошёл в черту города (пр. Обуховской Обороны, 151).
В 1800 году был открыт фирменный магазин завода в Санкт-Петербурге, также продукция поставлялась в Москву. Опыт продаж в этих магазинах показал что особым спросом пользовались крупные, богато оформленные предметы, которые могли себе позволить состоятельные люди. Ординарные предметы спросом не пользовались, так как стоили дорого относительно продукции других фарфоровых фабрик. с 1806 года продукция завода была представлена на Нижегородской ярмарке. С 1810 года изделия завода продавались в Риге.
В 1802 году император Александр I выпустил указ, согласно которому фарфоровый завод, гатчинский завод и казённый завод фаянса переходили в подчинение Кабинета Его Императорского Величества. Вместе с переподчинением, была проведена масштабная реорганизация завода. Гатчинская фабрика была закрыта. Был закрыт и фаянсовый завод, а его активы были поделены между Императорским фарфоровым и Императорским стеклянным заводами. Также была произведена большая распродажа фарфоровых изделий, произведенных за годы функционирования завода. Было списано долгов на 75000 рублей, также для переоборудования завода выделялся заём на 20000 рублей сроком на 5 лет. Были закрыты заводская школа и мраморная мастерская. Завод был разделен на две независимые друг от друга части — ремесленную и хозяйственную, подчинявшиеся напрямую директору.
Новый руководитель завода Д. А. Гурьев назначил директором опытного керамиста Ф. П. Гаттенбергера и пригласил трёх мастеров Берлинской фарфоровой мануфактуры — арканиста Шульца, механика Шрейберга и обжигальщика Зейфферта, модельмейстером — Муснера. Лишь Зейфферт смог помочь заводу, указав на ряд производственных недостатков. Также, из Академии художеств был приглашён скульптор С. С. Пименов.
В 1806 году по инициативе Гурьева был принят закон, запрещающий ввоз иностранного фарфора и фаянса. Однако эта мера не решила проблему сбыта Императорского фарфорового завода, но способствовала росту других фарфоровых и фаянсовых производств на территории Российской Империи. К тому же, цены на ординарную продукцию у частных заводов были на порядок ниже. Гурьев наладил трудоустройство выпускников Санкт-Петербургского воспитательного дома. Помимо этого, принимались и вольнонаёмные работники, преимущественного живописцы и скульпторы.
В 1815 году на заводе появился целый ряд французских специалистов: технолог, декоратор, живописец и токарь. Пименов руководил модельмейстерской мастерской завода до 1831 года, пока не произошла неприятность: Николай I остался недоволен своим бюстом и бюстом императрицы, изготовленными для академической выставки. Модельмейстерское отделение возглавил А. И. Воронихин, работавший на заводе уже 15 лет.
В 1814 году была налажена печать с медных пластин. Технологию на завод принес французский военнопленный де Пюйбюск. На территории завода было построено специальное отделение. Печать наносилось чёрной краской, производилась ручная подрисовка. Подобная продукция не пользовалась спросом со стороны отечественных потребителей, и отделение вскоре было закрыто.
В 1819 году в Санкт-Петербурге открылся второй магазин фабрики. Помимо этого, проводились публичные аукционы. Впоследствии Гурьев договорился с руководством 15 губерний о том, что им будет предоставлена возможность комиссионной торговли продукции завода.
На заводе изготавливали высококлассные предметы и комплекты для подношений императору. До 1832 года подарки готовились к Пасхе и Новому году, после — добавилось Рождество. Помимо этого, завод выполнял личные заказы императорской семьи и Великих князей. Выполнялись заказы для других государственных структур, а также для дипломатических подарков. Такой объём государственных заказов привёл к тому, что руководство завода игнорировало потребности рынка, и частные заказы не обеспечивали дополнительного дохода предприятию. Постоянно поступающие казённые заказы позволили выплатить долг Кабинету ЕИВ в размере 150 тысяч рублей, который накопился с 1817 года.
Уровень заработных плат простых рабочих во время правления Николая I составлял 400 рублей серебром в год, что считалось хорошим жалованьем.
Высокие цены на продукцию завода привели к тому, что накопились излишки товара. К 1828 году при заводском магазине было готовых изделий на 200 тысяч рублей, в магазине в центре Санкт-Петербурга — на 105 тысяч, в Гостином дворе — на 15 тысяч, в Москве — на 62 тысячи, на Нижегородской ярмарке — на 30 тысяч. Это привело к тому, что многие отделения, включая московский магазин, были закрыты. Остатки товаров продавались с аукциона значительно ниже обычных цен. Были закрыты все магазины кроме заводского и петербургского. Последний был переведён в Кабинет Его Императорского Величества, где действовал до 1856 года.
Во время правления Николая I основной продукцией завода были вазы. Часть из них повторяла античные формы: древнегреческие, древнеримские и древнеегипетские. Помимо этого, были популярны японские и китайские формы. Выпускались вазы с рокайльными сюжетами, повторяющие продукцию Мейсена.
В 1835 году были утверждены правила продажи продукции завода частным лицам.
В 1837 году на заводе была устроена комната для демонстрации образцов, которая к 1845 году превратилась в музей. Клиенты завода могли выбрать продукцию как в демонстрационной комнате, так и в фирменном магазине в центре Санкт-Петербурга. В зависимости от объёма заказа предполагалась скидка в 10 и 20 процентов, большие скидки давались по личному указанию директора завода. Расчёт велся преимущественно за наличные деньги, но была возможна продажа в кредит. Для стимулирования личного интереса, директор завода получал процент с продаж.
В 1829 году в Санкт-Петербурге прошла выставка мануфактурных произведений, на которой была представлена продукция завода на сумму 38768 рублей. В том числе были представлены три большие вазы, которые вызвали повышенное внимание со стороны жюри и получили хорошие отзывы. Впоследствии завод успешно экспонировал предметы на выставках в 1833, 1839, 1849, прошедших в Санкт-Петербурге и в 1843 и 1853 годах в Москве. Из-за сложности транспортировки в Москву не отправлялись крупные предметы. Изделия завода были представлены на Всемирной выставке в Лондоне в 1851 году. Продукция получила медаль, а работники — две медали второй степени.
Во время правления Николая I в живописной мастерской завода расписывали витражи, однако больших успехов в этом направлении достигнуто не было.
При Николае I заводом управляли: С. И. Комаров, П. И. Пенский (13.04.1829—1832), В. Е. Галямин, А. Д. Озёрский, П. А. Языков.
Во время правления Николая I существовала практика согласования императором заказов Императорскому фарфоровому заводу. В это время на предприятии выпускались изделия, относящиеся к различным стилям: античному, византийскому, древнерусскому и восточному. Активно копировались картины классиков европейской живописи, которые наносились на вазы. Активно копировались керамические изделия как западных, так и российских заводов. Мода на египетскую тему привела к размещению на Университетской набережной двух египетских сфинксов. Для этих изделий на заводе были изготовлены чаша и ваза. В это же время были изготовлены люстры для Кремлёвского дворца. Они состояли из бронзовой основы и фарфоровых вставок.
В 1837—1838 годах на заводе по эскизам архитектора и историка искусства Фёдора Солнцева для Большого Кремлёвского дворца был создан сервиз, получивший название «Кремлёвский». В истории завода это стал один из самых больших сервизов: только тарелок было изготовлено 4000.
В 1852 году Кабинетом Его Императорского Величества стал руководить граф Л. А. Перовский. Этот человек стал покровителем завода. В 1853 году он предоставил подробный доклад по фарфоровому заводу, где высказал сомнения по поводу правильности управления финансами предприятия и привёл примеры управления иностранными производствами, в частности, Севрской фарфоровой мануфактурой. По инициативе Перовского начали выделяться субсидии на поддержку Императорских фарфорового и стеклянного заводов. Первая часть субсидии в 37000 рублей выделялась на заработную плату художников, так как именно эти сотрудники определяли художественный уровень завода. Вторая часть, — 82000 рублей, выделялась на оборотные нужды завода и должна была быть возвращена. Уровень зарплат был повышен. Директор получал 1500 рублей, декоратор и скульптор — по 1500, живописец — 2500, художник проектов — 2500. Ещё с 1827 года, по инициативе князя Волконского, был создан специальный пенсионный фонд, куда отчислялись 12 % с каждого крупного заказа. Благодаря этим сбережениям были назначены пенсии: от 250 до 500 рублей мастерам, мастеровым — от 60 до 120 рублей в год. Отдельные выплаты были положены вдовам и сиротам. В 1842 году было создано богоугодное заведение. В тот же период была создана пожарная команда. Для поддержания порядка и обеспечения морального облика работников, на территории завода были запрещены трактиры. Работали две винные лавки. Для поддержания культурного уровня был организован хор певчих, который пел как в храме, построенном на заводе, так и во время внутризаводских мероприятий.
В 1855 году директором стал А. Д. Сивков, который вскоре стал управляющим всеми императорскими заводами, а директором фарфорового завода был назначен П. П. Форостовский. Затем директорами были В. А. Ренненкампф и А. П. Сумароков. В этот период появилось существенное нововведение — выделка терракоты, а также «новые способы украшения фарфора — разноцветные глазури и живопись по черепу жидкой фарфоровой массой (pâte-sur-pâte) по кобальтовому или хромовому фону». В это же время было отмечено ухудшение обжига и снижение художественного достоинства и стильности изделий.
В 1880-х годах была запрещена продажа фарфора частным лицам. Директором завода был Д. Н. Гурьев, а при Николае II — Н. Б. фон Вольф (до 1910 года), а с 1911 года — Н. В. Струков.
Валериан Емельянович Галямин (1794—1855) был назначен директором в 1832 году. Руководя до этого топографическим училищем, он сумел как-то вручить императрице два альбома своих акварелей. «Отличный рисовальщик» — так говорили про него при дворе. Возможно, не это сыграло роль при выборе его кандидатуры на должность директора изящного завода, но его вкус к прекрасному очевидно сказался на продукции предприятия. При Галямине стали работать такие художники-мастера, как А. Воронихин, С. Пименов. Были построены лазарет, аптека, богадельня. Созданы бронзовое заведение, гончарная мастерская. Открыты отечественная школа мастеров-художников по фарфору и училище для детей работников завода. К 100-летию производства создали музей, где демонстрировались образцовые изделия. Если изначально туда допускались только высокопоставленные посетители, то позже музей мог посетить любой желающий.
В конце XIX века император Александр III распорядился, чтобы все заказы императорской семьи исполнялись на заводе в двух экземплярах — один должен был оставаться в музее завода. Традиция регулярного пополнения заводского музея была сохранена и в XX веке, в том числе в советскую эпоху.

### XX век
В 1901—1907 годах были выполнены в бисквите скульптуры Адамсона: «Внимая шёпоту моря», «Поцелуй волны», «Рождение Венеры»; «Последний вздох корабля», «Демон», «Вопль души».
С 1906 по 1935 годы живописной и шлифовальческой мастерскими Фарфорового и Стеклянного заводов руководил художник-график Р. Т. Вильде. Коллекция музея дважды эвакуировалась: первый раз — осенью 1917 года её вывезли в Петрозаводск (до 1918), второй — в 1941 году, когда экспонаты были вывезены в Ирбит (Урал).

### Непрофильные отделения и филиалы завода
В 1765 году при заводе было основано училище. В него принимались дети заводских мастеров в возрасте от 5 до 10 лет. Обучение состояло из 4 классов. Помимо практических навыков и грамоты, ученики получали сжатые знания, необходимые живописцам — краткие курсы истории и мифологии, а также обучались Закону Божьему.
В 1796 году было открыто мраморное отделение, производившее как постаменты для ваз и других крупных предметов, так и самостоятельные предметы из мрамора, большей частью для высочайших подношений. Были попытки создать и мозаичное отделение, но итальянский специалист, который должен был его возглавить, Яков Рафаэлли, обозначил слишком высокую плату за свои услуги, и от идеи было решили отказаться. Впоследствии работы по изготовлению каменных постаментов и медных обрамлений поручались частным фабрикам, иногда — казённой Екатеринбургской гранильной фабрике.
В 1799 году был организован филиал в Гатчине, где производился фарфор низших, более дешёвых, сортов; филиал оказался убыточным и был закрыт уже в 1802 году.
В 1833 году, для производства фаянса, на заводе было организовано гончарное отделение, закрытое в 1841 году.
В 1840 году при заводе была открыта бронзовая мастерская. Это было сделано для уменьшения расходов на бронзовые обрамления изделий, заказы на изготовление которых уходили частным лицам.
В 1837 году к заводу было присоединено гончарное заведение, ранее относившееся к Невским кирпичным заводам. Под эгидой Императорского фарфорового завода начали производить изделия из фаянса. Однако в 1841 году отделение было закрыто, здание снесено и земли сданы в аренду.
В 1844 году директор Императорского фарфорового завода стал руководить Межигорской фаянсовой фабрикой. Благодаря тесному сотрудничеству двух производств на Межигорской фабрике начали выпуск фарфора из местных белых глин и существенно поменялась стилистика выпускаемого фаянса.
В 1892—1894 годах на заводе работали специально приглашённые датские художники К. Ф. Лиисберг (1892) и К. Л. Мортенсен (1894), обучавшие русских мастеров «датской подглазурной росписи».

### Завод после революции 1917 года
После Октябрьской революции завод был в подчинении Комиссариата земледелия. В 1918 году завод был передан в подчинение Народного комиссариата просвещения. У завода был статус испытательной керамической лаборатории республиканского значения. Завод получил новое название — Государственный Фарфоровый Завод (ГФЗ). С июня 1917 года, после ухода с завода Е. Лансере, и по апрель 1918 года художественным консультантом был Константин Сомов. Осенью 1918 года художественным директором был назначен С. В. Чехонин. Вместе с ним пришла команда прославленных художников: М. М. Адамович, Н. И. Альтман, З. М. Богуславская и многие другие. Уже в 1918 году заводом был получен заказ на изготовление бюстов «великих людей революции» и «утилитарно-декоративных предметов с революционными лозунгами». С. Чехониным были выполнены агитационные тарелки, а также блюдо, посвященное первой годовщине Октябрьской революции.
В 1918 году был открыт филиал Государственного фарфорового завода — живописный цех, который был организован в помещениях и на базе Центрального училища технического рисования барона фон Штиглица.
В 1919 году завод получил заказ от Комиссариата продовольствия на изготовление мисок и чашек на сумму в 1,5 млн рублей. Перед заводом была поставлена задача выполнить изделия без декора, однако чашки и миски были вручную расписаны по эскизам Чехонина и Ивашинцевой. Изделия были выполнены из грубого фарфора и напоминали трактирную посуду. Отличительной чертой таких предметов является наличие клейма «Компрод».
Завод начал изготавливать большое количество различных предметов преимущество агитационного направления. Отчет Р. В, Вильде сообщает, что в это время на заводе трудилось 30 человек, в филиале бывшего училища барона фон Штиглица — 35. За 1919 год было выполнено 12702 предмета из фарфора, 1622 предмета из стекла и 79 скульптур. Филиал изготовил 2969 предметов.
В 1920-х на заводе творили известные художники-супрематисты: Казимир Малевич, Илья Чашник, Николай Суетин, а также учёный-технолог Николай Качалов.
В 1920 году ГФЗ выполнил объемный заказ для агитационного поезда «Октябрьская революция», на котором М. И. Калинин совершил 17 поездок по стране.
В 1920 году заводом был получен заказ на выполнение серии изделий, посвященных покушению на Александра II в марте 1881 года. Были изготовлены тарелки с изображением Кибальчич, Желябова, Перовской.
В 1920 году был получен заказ на изготовление 150 тарелок, посвященных 8 съезду советов в Москве. На тарелках была размещена надпись «Да здравствует 8 съезд Советов».
В 1921 году ГФЗ перешёл в подчинение Академического центра научных и художественных РСФСР. Тогда же Наркомат Внешней Торговли начал активно закупать продукцию завода на экспорт.
В 1921 году по инициативе руководства завода были изготовлены 23 предмета, средства от продажи которых должны были пойти на помощь голодающим Поволжья. Предметы, предназначенные для продажи на аукционе, были проданы на специальной выставке в 1922 году.
В 1923 году страна обширно отмечала 5-летие РККА. на ГФЗ прошёл конкурс эскизов изделий, посвященных первому юбилею Красной Армии. Первое место заняло блюдо, нарисованное С. В. Чехониным. Большим вкладом в развитие агитационного фарфора стали блюдо с изображенным красноармейцем и аббревиатурой «РСФСР», выполненным М. Адамовичем, а также фарфоровая группа «Пятилетие Красной Армии», выполненная Н. Данько.
В 1923 году С. В. Чехонин перешёл на Волховский фарфорово-фаянсовый завод «Коминтерн», на ГФЗ он оставаясь в должности художника-эксперта. На место Чехонина был назначен Н. Н. Пунин.
В 1924 году на заводе был изготовлен ряд изделий, посвященных смерти В. И. Ленина. Петроград получил имя умершего вождя, вслед за городом и завод был переименован в Ленинградский фарфоровый завод.

#### ЛФЗ на Международной выставке декоративного искусства в Париже
В 1925 году в Париже проходила международная выставка, на которой было обширно представлено искусство молодых Советов. От ЛФЗ было представлено более 280 предметов (в реальности — больше, так как сервизы и комплекты шли как один номер). Были показаны работы Адамовича, Чехонина, Данько, Щекотихиной, Кобылецкой, Суетина. По итогам выставки завод получил большую золотую медаль. Индивидуальные медали получили художники Р. Ф. Вильде, Н. М. Суетин, А. В. Щекотихина, С. В. Чехонин, З. В. Кобылецкая, а также скульпторы Н. Я. Данько, А. Т. Матвеев, Д. И. Иванов и В. В. Кузнецов.
В течение более чем 60 лет на заводе работал виртуоз русского традиционного стиля Алексей Воробьёвский.

## Технологии производства

### XIX век
В XIX веке был нарушен принцип использования глин «из земли Российской», установленный императрицей Елизаветой Петровной. Около 1836 года стала применяться французская глина, а с 1844 — английская; одновременно продолжала использоваться и отечественная — глуховская. Лиможская глина обычно добавлялась в мелкие изделия. Это было связано с необходимостью удешевить производство мелких вещей. Так как глуховская глина доставлялась из отдаленных мест и нуждалась в очистке, она обходилась дороже, чем французская. Другое объяснение использования французской глины — желание получить белье такого же цвета, как на ведущих французских фарфоровых фабриках. Для гончарного отделения выписывалась глина из Риги.
Вещества, из которых производился фарфор, измельчались с помощью толчеи, установленной на заводе в 1840 году. В 1853 году Кабинет ЕИВ выделил заём в 50 тысяч рублей на покупку паровой машины для приготовления фарфоровой массы. Машина на лошадиной тяге, использовавшаяся до этого времени, не могла обеспечить нужды завода.
Из измельчительной машины масса попадала в специальное помещение, где прессовалась в холщовых мешках. После этого масса уже была готова для изготовления изделий.
Предметы круглой формы изготавливались на гончарном станке. Изделия же сложной формы заливались в алебастровые формы, которые снимались с глиняных моделей. После получения формы предметы обжигались в первый раз и глазуровались. Состав глазури представлял смесь французского мела, шпата, кварца, глуховской глины и фарфорового черепа. Смесь плавилась при высокой температуре, измельчалась, разбавлялась водой и лишь потом использовалась как глазурь.
Для обжига использовались трехъярусные печи берлинского типа. на 1 этаже обжигались глазурованные вещи и бисквит (вторым обжигом), на втором — фарфоровые изделия первым обжигом, на третьем — капселя, огнеупорные коробочки, использующиеся для обжига глазурованных изделий из фарфора. Температура на нижнем ярусе доходила до 160, на среднем — до 100, на верхнем — до 60 градусов Уэджвуда. Печь топилась дровами в течение 16-26 часов. На горны в разных местах устанавливались специальные метки, которые проверялись один раз в час. После завершения обжига горн с предметом остывал в течение 48 часов. Крупные вазы периодически обжигали на Невском кирпичном заводе.
Живописи уделялось много внимания. Предметы расписывались кропотливо, что удлиняло время производства. Из Парижа для упрощения процесса росписи был выписан диаграф — специальное оборудование для рисования с перспективой. В 1840-е годы поступало предложение закупить оборудование для механического нанесения рисунка на изделия, но оно было отклонено руководством, так как предпочтение отдавалось живописи.
На заводе работала лаборатория, которая занималась изготовлением золотых красок. Живописные же краски выписывались из-за границы. Помимо золота, в орнаментах применялась и платина.
Предметы с орнаментальной живописью обжигались один раз, с живописью — два раза и более.
На заводе была организована «модельная комната» — выставка материалов, из которых изготавливали фарфор, а также специального оборудования для его обработки.

### Современная история завода
С 2002 года завод является собственностью главы «Уралсиба» Николая Цветкова. В 2005 году по решению акционеров был вновь переименован в «Императорский фарфоровый завод».
В 2022 году коллектив Императорского фарфорого завода награждён Почётной грамотой Межпарламентской ассамблеи СНГ.

## Продукция
Фарфор ИФЗ представлен в Эрмитаже, московском Историческом музее, лондонском музее Виктории и Альберта, нью-йоркском Метрополитен-музее и др.
В 1968 году на заводе стали изготавливать изделия из костяного фарфора.
С 2005 года ИФЗ ориентируется на выпуск высокохудожественных авторских произведений класса «люкс» под брендом «Императорский фарфор».
Сегодня в ассортименте завода насчитывается более 4000 наименований изделий, различных по форме и росписи.

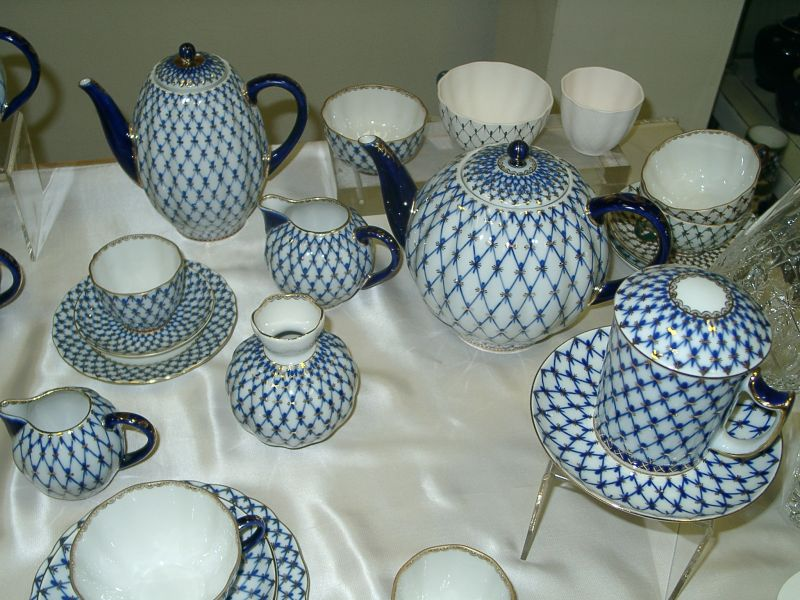
«Кобальтовая сетка» — фирменный стиль ЛФЗ
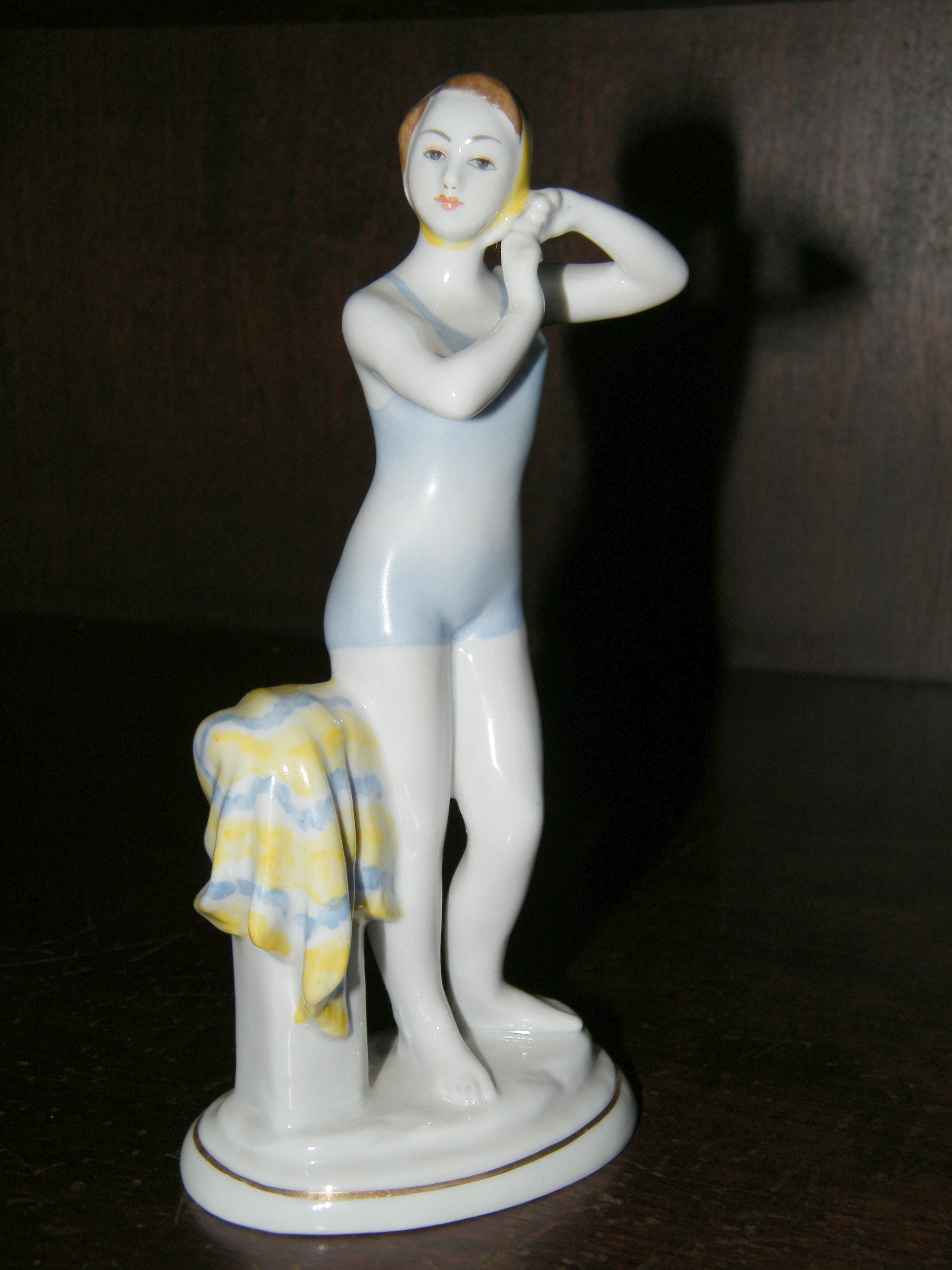
Образец продукции ЛФЗ, пользовавшейся массовым спросом в 1960-х годах
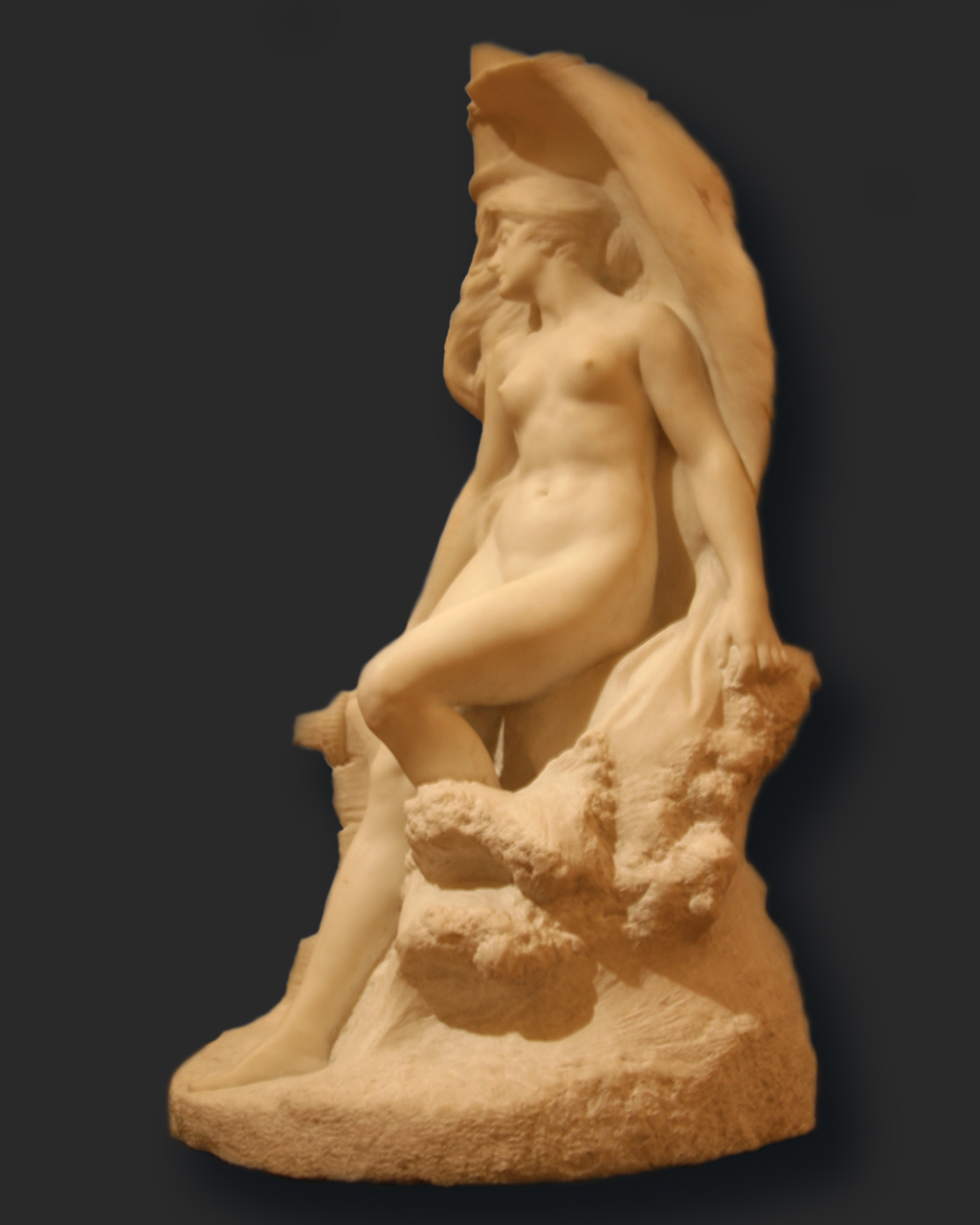
А. Адамсон, Последний вздох корабля. Музей Куму.
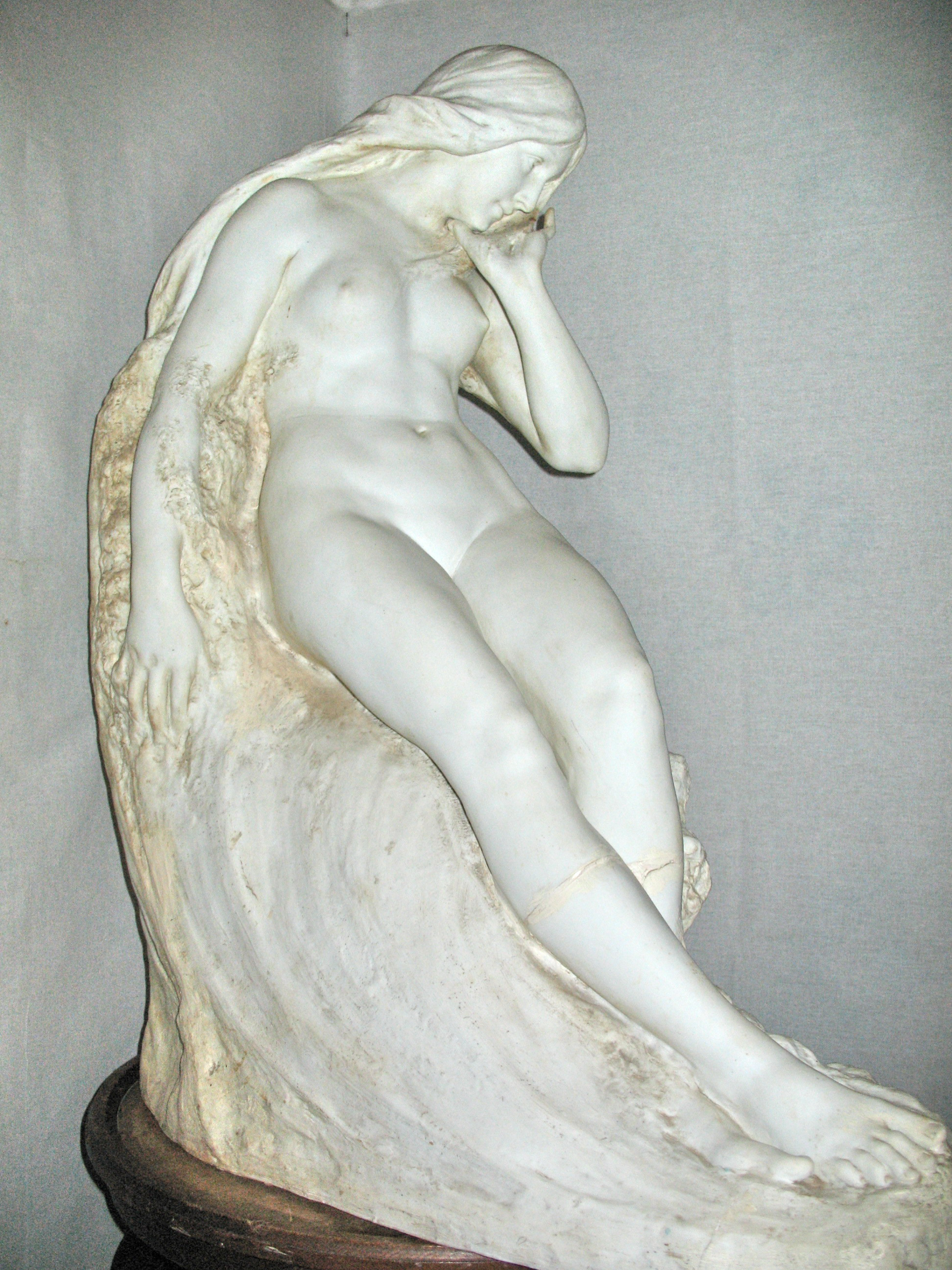
А. Адамсон, Рождение Венеры.
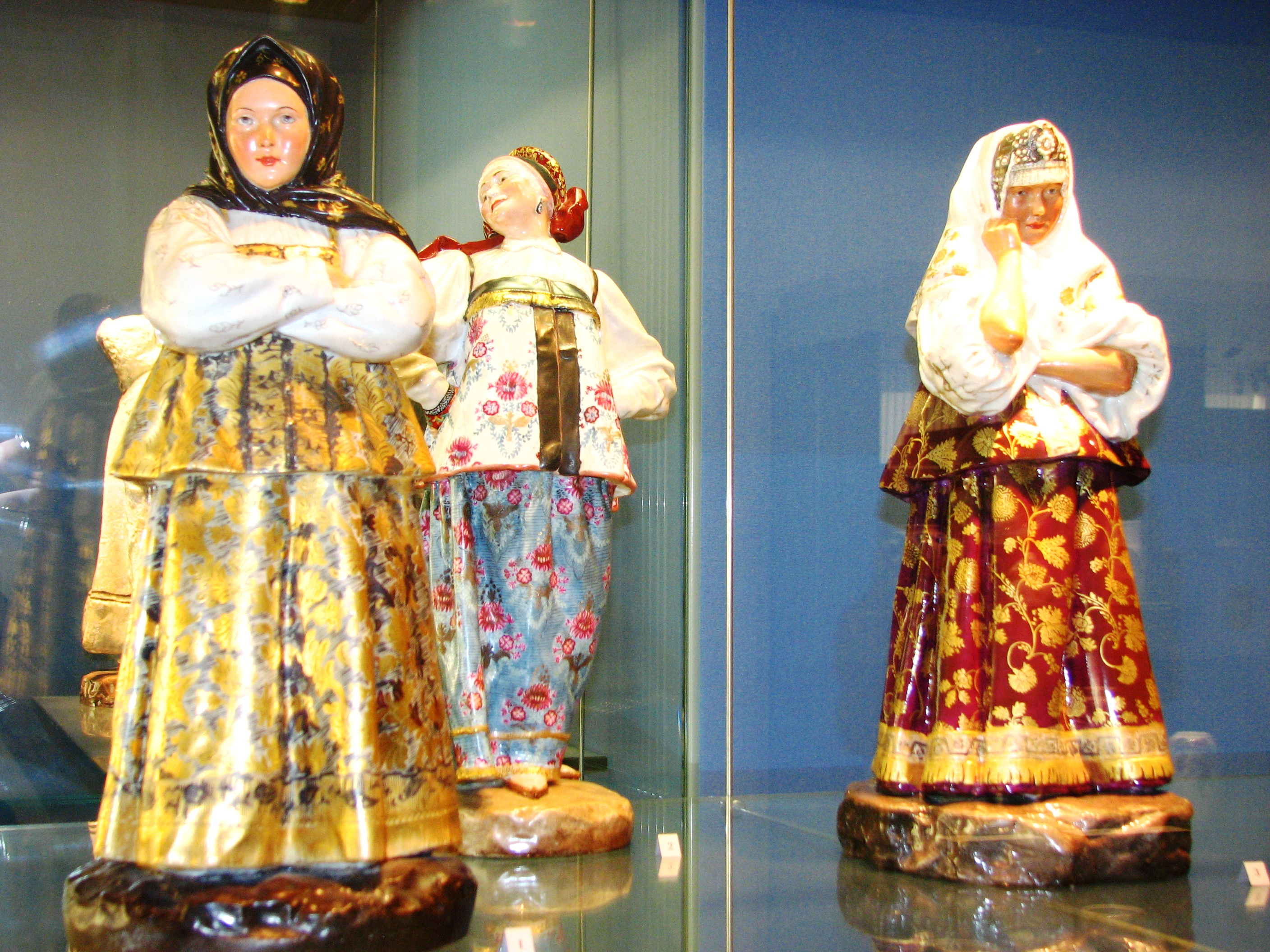
Серия «Народности России» (74 статуэтки)
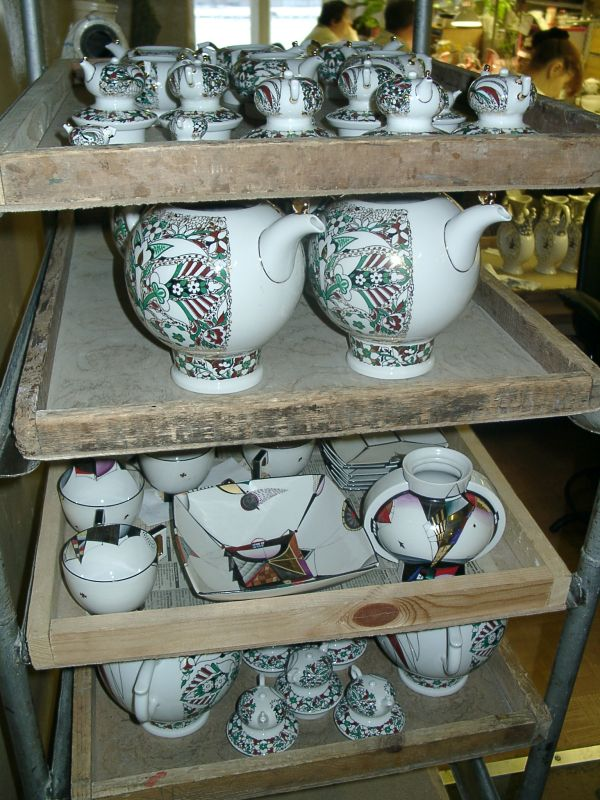
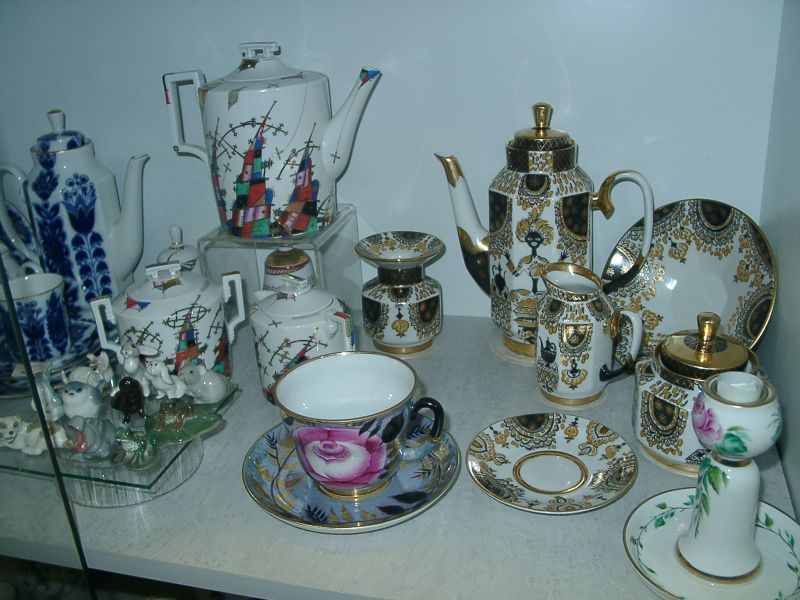
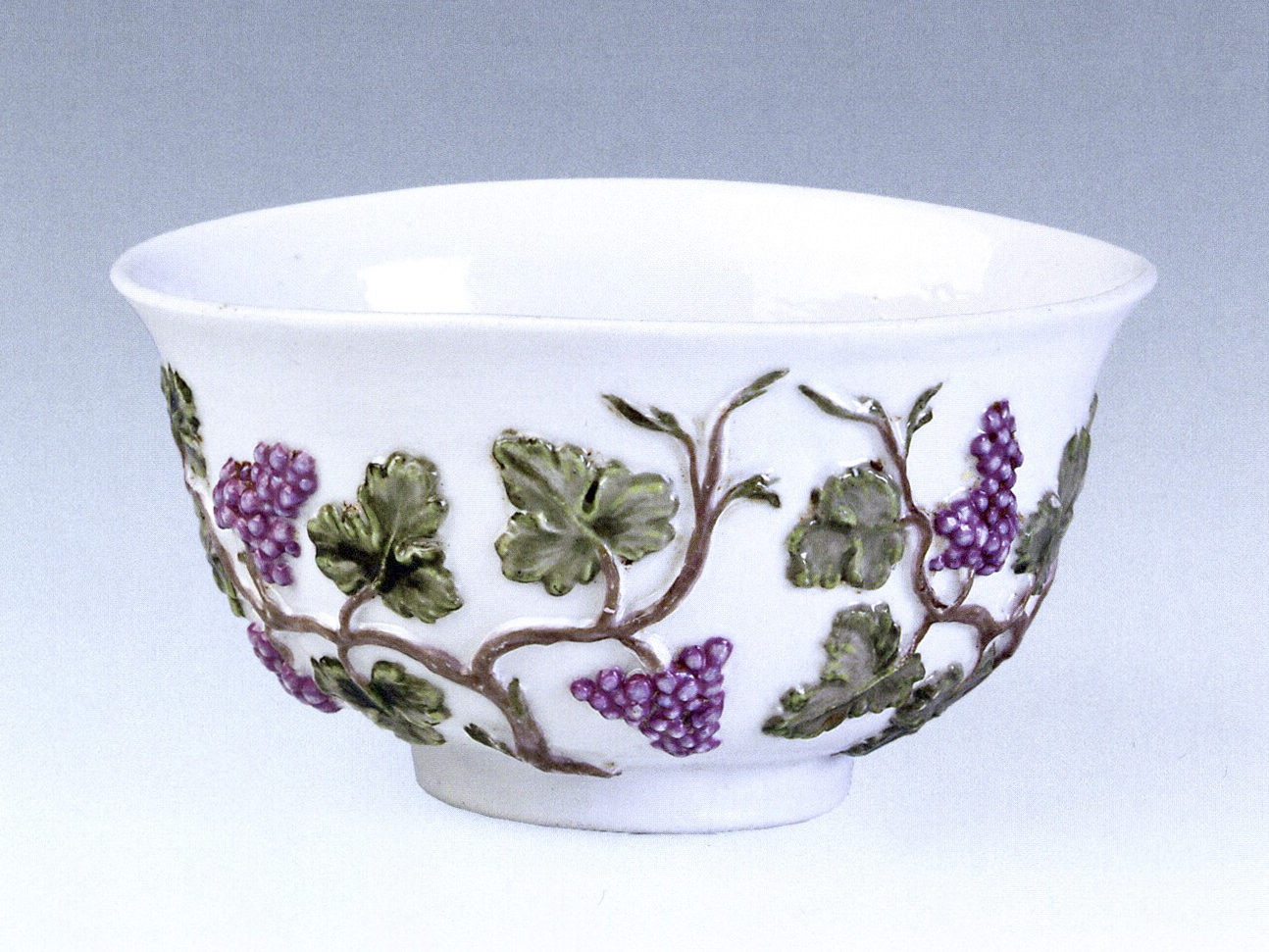
Чаша, 1749 год

## Руководители
- 1974—1996: Метелица, Зинаида Игнатьевна[20]

## Клейма
После февральской революции, в период Временного правительства на изделия Императорского завода ставились зеленые клейма — двуглавый орел в круге и цифры 1917.
В 1923 году завод отмечал 5-летие пребывания в составе Наркомата просвещения. В связи с этим С. В. Чехониным была разработала новая марка, использовавшаяся весь 1923 год: серп, молот и цифра 5, впоследствии — серп, молот, цифра 5 , аббревиатура КНП и даты 1918—1923. Это клеймо использовалось до 1936 года, когда началось внедрение нового клейма — аббревиатуры «ЛФЗ», утвердившейся на многие годы.

В 1923 году на изделия ЛФЗ ставилось клеймо в виде чёрного квадрата и надписью «Супрематизм» художниками-супрематистами К. Малевичем, Н. Суетиным и И. Чашником. 

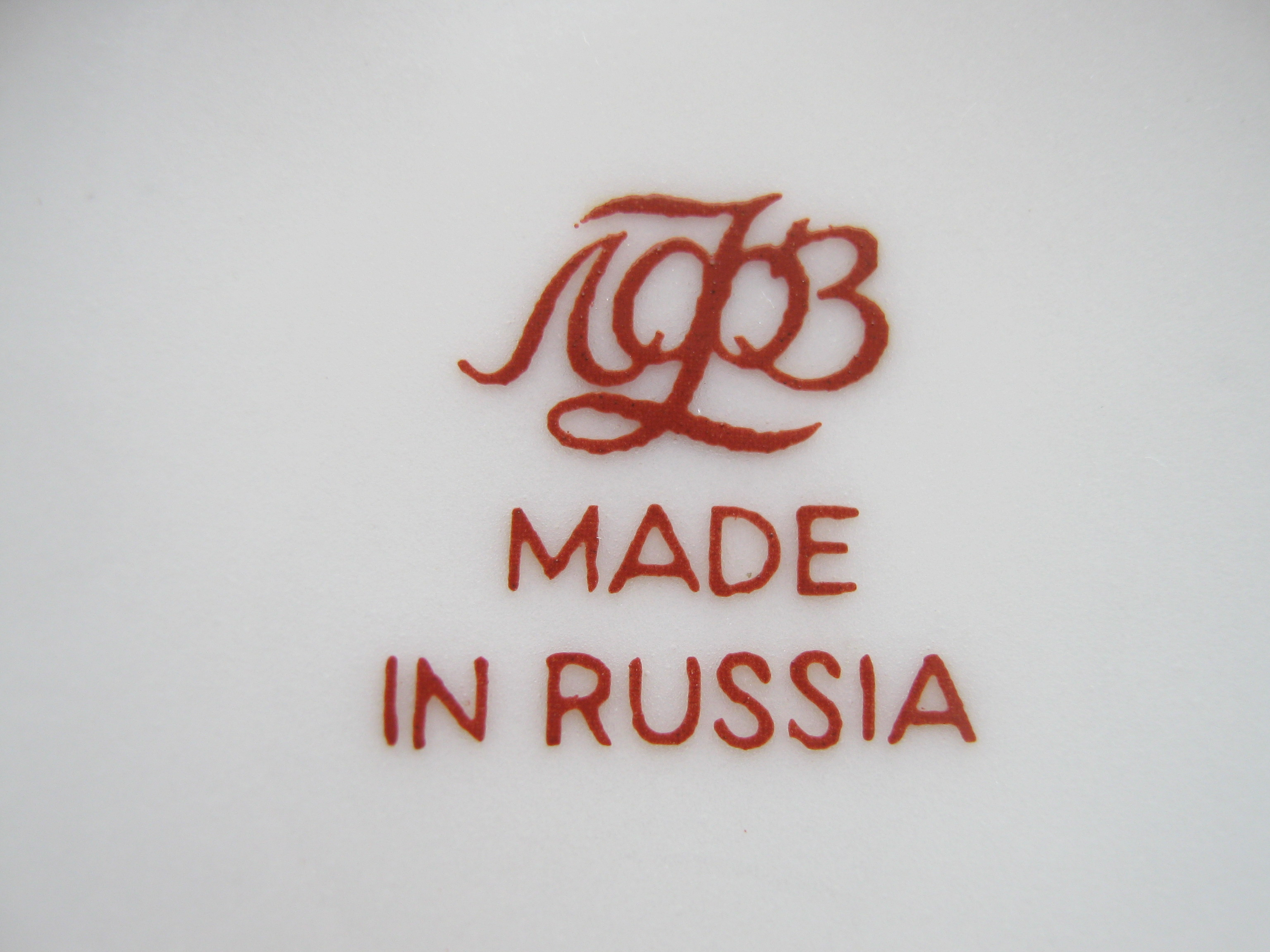
Ленинградский фарфоровый завод
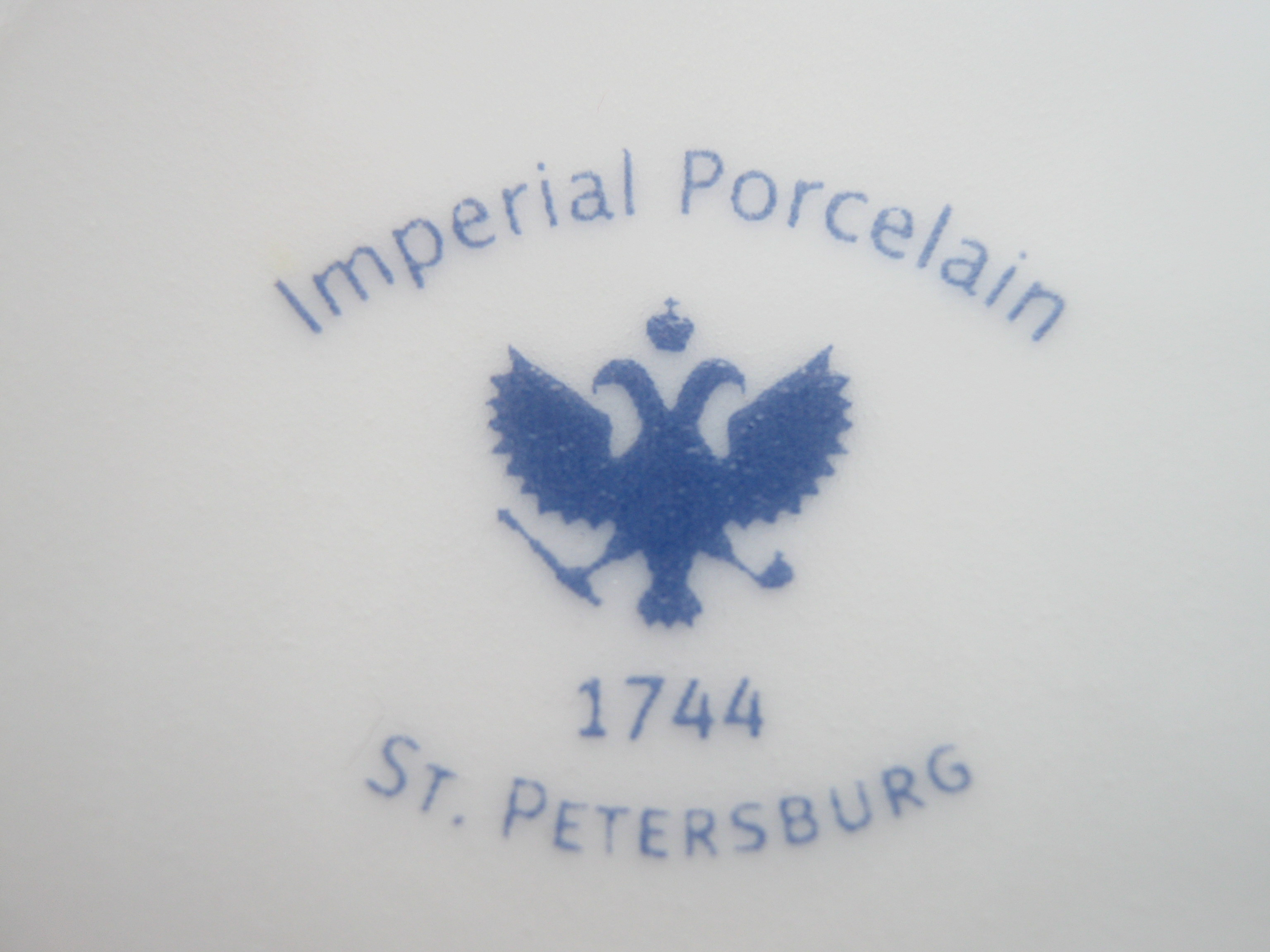
Императорский фарфоровый завод